# 理研農産化工
理研農産化工株式会社（りけんのうさんかこう）は福岡県福岡市東区箱崎ふ頭に本社を置く製粉・製油・肥料などを主力とする企業。

## 概要
1920年に佐賀県で鵜池四郎が商社として「鵜池商店」を設立したのが始まり。
1948年に新工場建設で技術指導を受けてきた財団法人理化学研究所から承認を得て、現在の社名に変更。

## 主な製品
- 食用油 - 業務用・一般用
- 業務用肥料
- 小麦粉 - 薄力粉・てんぷら粉
- 脱脂大豆
- プレミックス

## 沿革
- 1920年 - 創業
- 1948年 - 社名変更・製粉工場操業開始
- 1949年 - 製油工場操業開始
- 1950年 - 肥料工場操業開始
- 1964年 - 飼料工場操業開始
- 1981年 - 福岡県福岡市東区箱崎ふ頭に福岡工場が操業開始
- 2000年 - 本社工場・福岡工場がISO9001認証

## 事業所
本社・福岡工場
- 福岡県福岡市東区箱崎ふ頭6丁目8番49号

佐賀本店・佐賀工場
- 佐賀県佐賀市大財北町2番1号

東京支店
- 東京都中央区日本橋小網町2-8

大阪営業所
- 大阪府東大阪市長田東4丁目2-29番地